# Édouard Goüin (1787-1864)
Ne doit pas être confondu avec Édouard Goüin.
Pour les autres membres de la famille, voir Famille Goüin.
Édouard Goüin est un banquier et industriel nantais, né à Tours le 27 septembre 1787 et mort à Nantes le 30 juin 1864.

## Biographie
Né dans une famille de banquiers tourangeaux, son père, Henri Jacques Goüin-Moisant, est à la tête de la Banque Goüin, maire de Tours et député royaliste d'Indre-et-Loire sous la Restauration. Édouard Goüin a pour parrain son oncle maternel Charles Moisant (père du comte romain Pèdre Moisant), un riche propriétaire terrien.
Il épouse, le 22 juillet 1809 à Tours, sa cousine germaine, Alexandrine-Stéphanie Goüin, fille de son oncle Alexandre-Pierre-François Goüin et petite-fille du maire Étienne Benoist de La Grandière. De ce mariage naîtront cinq enfants :
- Édouard-Henri (1811-1889), banquier et industriel du textile, conseiller municipal de Nantes, marié à Adeline Gouté (fille d'un négociant nantais et belle-sœur d'Adolphe Claude Desloge). Grands-parents de Jacques Goüin.
- Ernest (1815-1885), polytechnicien, qui, installé à Paris, fonde Ernest Goüin et Cie puis la Société de construction des Batignolles, régent de la Banque de France, marié à Anne-Mathilde Rodrigues-Henriques
- Jules Mériadec (1816-1842), négociant
- Stéphane (1820-1878), banquier, administrateur de compagnies ferroviaires (Bône-Guelma, Poitiers-Saumur, etc.), marié à Marie Méry (belle-sœur de Joseph Cheguillaume)
- Stéphanie (1825-1864), épouse du banquier Jules Brousset.

L'aîné Henri (1782-1861) reprenant la tête de la banque familiale à Tours, Édouard Goüin et son frère Jules (1789-1868) s'installent très tôt à Nantes et y fondent un établissement bancaire et d'escompte, Ed. et J. Goüin (Gouin frères), qui devient l'un des principaux de la place de Nantes pour le commerce sur la France et l'étranger. Ils constituent l'appui financier de Thomas Dobrée au sein des Forges de Basse-Indre, lui assurant un rôle central dans la société, étant le seul des associés à avoir des fonds importants et surtout du crédit. Après le décès de celui-ci, les frères Goüin se rapprochent d'Adolphe Lebaudy, dont ils deviennent l'un des associés en affaires, et qui devient, par cet intermédiaire, le nouveau propriétaire des forges en 1836. Ils s'adonnent également dans l'assurance, en tant qu'assureurs maritimes, notamment pour le compte des Dobrée, mais également en assurance-vie.
Effectuant plusieurs séjours en Angleterre, dont il est un admirateur, il prend conscience de l'importance de la machine à vapeur dans les usines et prend notes dans ses carnets d'informations (capitaux investis, recettes brutes, dépenses, nature du trafic, financement, prix de revient, etc.). À Nantes, où il développe l'industrie du textile, s'associant avec Louis-François de Tollenare, il s'appuie sur ces observations et expérimente l'utilisation de la machine à vapeur comme moyen de traction.
Notable nantais, il devient conseiller municipal de 1816 à 1830 (sous les municipalités Rousseau de Saint-Aignan et Levesque) et membre du Conseil général de la Loire-Inférieure, élu par le canton Nantes-V. Il est également juge au tribunal de commerce et est élu membre de la Chambre de commerce de Nantes, dont il est vice-président jusqu'en 1837. Son frère Jules sera quant à lui président du tribunal de commerce de 1835 à 1837.
En 1821, il est l'un des fondateurs de la Caisse d'épargne de Nantes, dont il devient alors l'un des premiers directeurs,.
La Banque Goüin, caisse de Nantes, augmente son capital et se transforme en Banque Goüin père, fils et Cie en 1846, avec les fils d'Édouard, Édouard-Henri (1811-1889) et Stéphane (1820-1878), en remplacement de leur oncle Jules. La faillite de la caisse Goüin de Nantes en 1867, constitue alors le plus grand sinistre financier qui ait jamais frappé la place de Nantes. Le passif a été évalué à environ 6 000 000.

## Publications
- Observations sur le choix de l’emplacement de la gare dans la ville de Nantes, avec Auguste Bonamy, Nantes, imp. Busseuil, s.d. [1847], 8 p.

## Sources
- "Édouard Goüin : l'intérêt pour la technologie anglaise", in:Rang-Ri Park-Barjot, La société de construction des Batignolles: Des origines à la première guerre mondiale, 1846-1914, Presses Paris Sorbonne, 2005
- Yves Rochcongar, "Capitaines d'industrie à Nantes au XIXe siècle", éditions MeMo, Nantes, 2003
- André Bovar, Histoire de la chambre de commerce et d'industrie de Nantes, 1989
- Michel Hau, Traditions comportementales et capitalisme dynastique. Le cas des grandes familles, Entreprises et Histoire, no 9, septembre 1995
- Les grands notables en France (1840-1849): étude historique d'une psychologie sociale, Volumes 1 à 2, Presses universitaires de France, 1964
- Bertrand Gille, La banque et le crédit en France: de 1815 à 1848, Presses Universitaires de France, 1959
- Rang-Ri Park-Barjot, L'Histoire exemplaire d'une dynastie d'entrepreneurs français : les Goüin (XVIIe – XXe siècles), 2007 ;
- Yves Lemoine et Cédric-William Plont, La dynastie Goüin et l'abbaye de Royaumont, éditions Michel de Maule, 2014 ;